# 1re étape du Tour d'Italie 2019
Pour un article plus général, voir Tour d'Italie 2019.
La 1re étape du Tour d'Italie 2019 se déroule le samedi 11 mai 2019, sous la forme d'un contre-la-montre individuel, entre Bologne et le Sanctuaire Madonna di San Luca, sur une distance de 8,2 km.

## Parcours
Le Tour d'Italie 2019 débute par un chrono comme lors de la précédente édition, le parcours est le même que lors du Tour d'Émilie 2018. Ce chrono de 8 km se termine avec l'ascension de San Luca (2,1 km à 9,7 %). Les coureurs partent chaque minute entre 16 h 50 et 19 h 45, les principaux favoris partent dans la première heure de course.

## Déroulement de la course
Le premier coureur à partir dans ce chrono est le Néerlandais Tom Dumoulin, vainqueur du Giro 2017 et champion du Monde de l'exercice en 2017. Il établit un temps de 13 minutes 22 secondes. Quelques secondes plus tard, le Colombien Miguel Ángel López prend la première position dans le même temps que Dumoulin. Bob Jungels termine la course en 13 minutes 40 secondes et le champion d'Europe Victor Campenaerts en 13 minutes 47 secondes. Le double vainqueur du Giro, Vincenzo Nibali crée la surprise en s'emparant de la première place en 13 minutes 17 secondes.
Le temps de l'Italien ne reste pas longtemps celui de référence avec la performance écrasante du Slovène Primož Roglič et ses 12 minutes 54 secondes (23 secondes d'avance sur Nibali) reprenant les deux coureurs devant lui. C'est l'Italien Giulio Ciccone qui s'empare du meilleur temps de la montée en ayant néanmoins perdu 1 minute 20 secondes sur le plat. Les deux coureurs de la Team Ineos, Tao Geoghegan Hart et Pavel Sivakov terminent respectivement en 13 minutes 29 secondes et 13 minutes 55 secondes. Le Polonais Rafał Majka (13 minutes 27 secondes) et l'Espagnol Peio Bilbao (13 minutes 36 secondes) en terminent à leurs tours. Le dernier favori à prendre le départ est l'Anglais Simon Yates, qui en réalisant une belle montée prend la deuxième place (13 minutes 13 secondes).
À l'issue de cette première étape, le Slovène Primož Roglič vainqueur de l'étape prend le maillot rose en ayant dominé la concurrence, Simon Yates étant deuxième à 19 secondes et Nibali troisième à 23 secondes. Il s'empare également de la première place du classement par points, Ciccone prend le maillot de la montagne et López est le meilleur jeune.

## Résultats

### Classement de l'étape
| \| Classement de l'étape \| Classement de l'étape \| Classement de l'étape \| Classement de l'étape \| Classement de l'étape \| \| Coureur \| Coureur \| Pays \| Équipe \| Temps \| \| --------------------- \| --------------------- \| --------------------- \| --------------------- \| --------------------- \| \| 1er \| Primož Roglič \| Slovénie \| Team Jumbo-Visma \| 12 min 54 s \| \| 2e \| Simon Yates \| Royaume-Uni \| Mitchelton-Scott \| + 19 s \| \| 3e \| Vincenzo Nibali \| Italie \| Bahrain-Merida \| + 23 s \| \| 4e \| Miguel Ángel López \| Colombie \| Astana \| + 28 s \| \| 5e \| Tom Dumoulin \| Pays-Bas \| Team Sunweb \| + 28 s \| \| 6e \| Rafał Majka \| Pologne \| Bora-Hansgrohe \| + 33 s \| \| 7e \| Tao Geoghegan Hart \| Royaume-Uni \| Team Ineos \| + 35 s \| \| 8e \| Laurens De Plus \| Belgique \| Team Jumbo-Visma \| + 35 s \| \| 9e \| Bauke Mollema \| Pays-Bas \| Trek-Segafredo \| + 39 s \| \| 10e \| Damiano Caruso \| Italie \| Bahrain-Merida \| + 40 s \| |                    |             |                  |             |
| |                    |             |                  |             |
| Source : ProCyclingStats |                    |             |                  |             |
| Classement de l'étape |                    |             |                  |             |
| Coureur | Coureur            | Pays        | Équipe           | Temps       |
| 1er | Primož Roglič      | Slovénie    | Team Jumbo-Visma | 12 min 54 s |
| 2e | Simon Yates        | Royaume-Uni | Mitchelton-Scott | + 19 s      |
| 3e | Vincenzo Nibali    | Italie      | Bahrain-Merida   | + 23 s      |
| 4e | Miguel Ángel López | Colombie    | Astana           | + 28 s      |
| 5e | Tom Dumoulin       | Pays-Bas    | Team Sunweb      | + 28 s      |
| 6e | Rafał Majka        | Pologne     | Bora-Hansgrohe   | + 33 s      |
| 7e | Tao Geoghegan Hart | Royaume-Uni | Team Ineos       | + 35 s      |
| 8e | Laurens De Plus    | Belgique    | Team Jumbo-Visma | + 35 s      |
| 9e | Bauke Mollema      | Pays-Bas    | Trek-Segafredo   | + 39 s      |
| 10e | Damiano Caruso     | Italie      | Bahrain-Merida   | + 40 s      |

## Classements à l'issue de l'étape

### Classement général
| \| Classement général \| Classement général \| Classement général \| Classement général \| Classement général \| \| Coureur \| Coureur \| Pays \| Équipe \| Temps \| \| ------------------ \| ------------------ \| ------------------ \| ------------------ \| ------------------ \| \| 1er \| Primož Roglič \| Slovénie \| Team Jumbo-Visma \| 12 min 54 s \| \| 2e \| Simon Yates \| Royaume-Uni \| Mitchelton-Scott \| + 19 s \| \| 3e \| Vincenzo Nibali \| Italie \| Bahrain-Merida \| + 23 s \| \| 4e \| Miguel Ángel López \| Colombie \| Astana \| + 28 s \| \| 5e \| Tom Dumoulin \| Pays-Bas \| Team Sunweb \| + 28 s \| \| 6e \| Rafał Majka \| Pologne \| Bora-Hansgrohe \| + 33 s \| \| 7e \| Tao Geoghegan Hart \| Royaume-Uni \| Team Ineos \| + 35 s \| \| 8e \| Laurens De Plus \| Belgique \| Team Jumbo-Visma \| + 35 s \| \| 9e \| Bauke Mollema \| Pays-Bas \| Trek-Segafredo \| + 39 s \| \| 10e \| Damiano Caruso \| Italie \| Bahrain-Merida \| + 40 s \| |                    |             |                  |             |
| |                    |             |                  |             |
| Source : ProCyclingStats |                    |             |                  |             |
| Classement général |                    |             |                  |             |
| Coureur | Coureur            | Pays        | Équipe           | Temps       |
| 1er | Primož Roglič      | Slovénie    | Team Jumbo-Visma | 12 min 54 s |
| 2e | Simon Yates        | Royaume-Uni | Mitchelton-Scott | + 19 s      |
| 3e | Vincenzo Nibali    | Italie      | Bahrain-Merida   | + 23 s      |
| 4e | Miguel Ángel López | Colombie    | Astana           | + 28 s      |
| 5e | Tom Dumoulin       | Pays-Bas    | Team Sunweb      | + 28 s      |
| 6e | Rafał Majka        | Pologne     | Bora-Hansgrohe   | + 33 s      |
| 7e | Tao Geoghegan Hart | Royaume-Uni | Team Ineos       | + 35 s      |
| 8e | Laurens De Plus    | Belgique    | Team Jumbo-Visma | + 35 s      |
| 9e | Bauke Mollema      | Pays-Bas    | Trek-Segafredo   | + 39 s      |
| 10e | Damiano Caruso     | Italie      | Bahrain-Merida   | + 40 s      |

| Classement par points | Classement par points | Classement par points | Classement par points | Classement par points |
| Coureur               | Coureur               | Pays                  | Équipe                | Points                |
| --------------------- | --------------------- | --------------------- | --------------------- | --------------------- |
| 1er                   | Primož Roglič         | Slovénie              | Team Jumbo-Visma      | 15 pts                |
| 2e                    | Simon Yates           | Royaume-Uni           | Mitchelton-Scott      | 12 pts                |
| 3e                    | Vincenzo Nibali       | Italie                | Bahrain-Merida        | 9 pts                 |
| 4e                    | Miguel Ángel López    | Colombie              | Astana                | 7 pts                 |
| 5e                    | Tom Dumoulin          | Pays-Bas              | Team Sunweb           | 6 pts                 |
| 6e                    | Rafał Majka           | Pologne               | Bora-Hansgrohe        | 5 pts                 |
| 7e                    | Tao Geoghegan Hart    | Royaume-Uni           | Team Ineos            | 4 pts                 |
| 8e                    | Laurens De Plus       | Belgique              | Team Jumbo-Visma      | 3 pts                 |
| 9e                    | Bauke Mollema         | Pays-Bas              | Trek-Segafredo        | 2 pts                 |
| 10e                   | Damiano Caruso        | Italie                | Bahrain-Merida        | 1 pt                  |

| Classement par points | Classement par points | Classement par points | Classement par points | Classement par points |
| Coureur               | Coureur               | Pays                  | Équipe                | Points                |
| --------------------- | --------------------- | --------------------- | --------------------- | --------------------- |
| 1er                   | Primož Roglič         | Slovénie              | Team Jumbo-Visma      | 15 pts                |
| 2e                    | Simon Yates           | Royaume-Uni           | Mitchelton-Scott      | 12 pts                |
| 3e                    | Vincenzo Nibali       | Italie                | Bahrain-Merida        | 9 pts                 |
| 4e                    | Miguel Ángel López    | Colombie              | Astana                | 7 pts                 |
| 5e                    | Tom Dumoulin          | Pays-Bas              | Team Sunweb           | 6 pts                 |
| 6e                    | Rafał Majka           | Pologne               | Bora-Hansgrohe        | 5 pts                 |
| 7e                    | Tao Geoghegan Hart    | Royaume-Uni           | Team Ineos            | 4 pts                 |
| 8e                    | Laurens De Plus       | Belgique              | Team Jumbo-Visma      | 3 pts                 |
| 9e                    | Bauke Mollema         | Pays-Bas              | Trek-Segafredo        | 2 pts                 |
| 10e                   | Damiano Caruso        | Italie                | Bahrain-Merida        | 1 pt                  |

| Classement de la montagne | Classement de la montagne | Classement de la montagne | Classement de la montagne | Classement de la montagne |
| Coureur                   | Coureur                   | Pays                      | Équipe                    | Points                    |
| ------------------------- | ------------------------- | ------------------------- | ------------------------- | ------------------------- |
| 1er                       | Giulio Ciccone            | Italie                    | Trek-Segafredo            | 9 pts                     |
| 2e                        | Primož Roglič             | Slovénie                  | Team Jumbo-Visma          | 4 pts                     |
| 3e                        | Simon Yates               | Royaume-Uni               | Mitchelton-Scott          | 2 pts                     |
| 4e                        | Rafał Majka               | Pologne                   | Bora-Hansgrohe            | 1 pt                      |

| Classement de la montagne | Classement de la montagne | Classement de la montagne | Classement de la montagne | Classement de la montagne |
| Coureur                   | Coureur                   | Pays                      | Équipe                    | Points                    |
| ------------------------- | ------------------------- | ------------------------- | ------------------------- | ------------------------- |
| 1er                       | Giulio Ciccone            | Italie                    | Trek-Segafredo            | 9 pts                     |
| 2e                        | Primož Roglič             | Slovénie                  | Team Jumbo-Visma          | 4 pts                     |
| 3e                        | Simon Yates               | Royaume-Uni               | Mitchelton-Scott          | 2 pts                     |
| 4e                        | Rafał Majka               | Pologne                   | Bora-Hansgrohe            | 1 pt                      |

| Classement du meilleur jeune | Classement du meilleur jeune | Classement du meilleur jeune | Classement du meilleur jeune | Classement du meilleur jeune |
| Coureur                      | Coureur                      | Pays                         | Équipe                       | Temps                        |
| ---------------------------- | ---------------------------- | ---------------------------- | ---------------------------- | ---------------------------- |
| 1er                          | Miguel Ángel López           | Colombie                     | Astana                       | 13 min 22 s                  |
| 2e                           | Tao Geoghegan Hart           | Royaume-Uni                  | Team Ineos                   | + 7 s                        |
| 3e                           | Laurens De Plus              | Belgique                     | Team Jumbo-Visma             | + 7 s                        |
| 4e                           | Hugh Carthy                  | Royaume-Uni                  | EF Education First           | + 19 s                       |
| 5e                           | James Knox                   | Royaume-Uni                  | Deceuninck-Quick Step        | + 29 s                       |
| 6e                           | Pavel Sivakov                | Russie                       | Team Ineos                   | + 33 s                       |
| 7e                           | Mikkel Honoré                | Danemark                     | Deceuninck-Quick Step        | + 36 s                       |
| 8e                           | Lucas Hamilton               | Australie                    | Mitchelton-Scott             | + 37 s                       |
| 9e                           | Ben O'Connor                 | Australie                    | Dimension Data               | + 44 s                       |
| 10e                          | Robert Power                 | Australie                    | Team Sunweb                  | + 45 s                       |

| Classement du meilleur jeune | Classement du meilleur jeune | Classement du meilleur jeune | Classement du meilleur jeune | Classement du meilleur jeune |
| Coureur                      | Coureur                      | Pays                         | Équipe                       | Temps                        |
| ---------------------------- | ---------------------------- | ---------------------------- | ---------------------------- | ---------------------------- |
| 1er                          | Miguel Ángel López           | Colombie                     | Astana                       | 13 min 22 s                  |
| 2e                           | Tao Geoghegan Hart           | Royaume-Uni                  | Team Ineos                   | + 7 s                        |
| 3e                           | Laurens De Plus              | Belgique                     | Team Jumbo-Visma             | + 7 s                        |
| 4e                           | Hugh Carthy                  | Royaume-Uni                  | EF Education First           | + 19 s                       |
| 5e                           | James Knox                   | Royaume-Uni                  | Deceuninck-Quick Step        | + 29 s                       |
| 6e                           | Pavel Sivakov                | Russie                       | Team Ineos                   | + 33 s                       |
| 7e                           | Mikkel Honoré                | Danemark                     | Deceuninck-Quick Step        | + 36 s                       |
| 8e                           | Lucas Hamilton               | Australie                    | Mitchelton-Scott             | + 37 s                       |
| 9e                           | Ben O'Connor                 | Australie                    | Dimension Data               | + 44 s                       |
| 10e                          | Robert Power                 | Australie                    | Team Sunweb                  | + 45 s                       |

| Classement par équipes | Classement par équipes | Classement par équipes | Classement par équipes |
| Équipe                 | Équipe                 | Pays                   | Temps                  |
| ---------------------- | ---------------------- | ---------------------- | ---------------------- |
| 1re                    | Team Jumbo-Visma       | Pays-Bas               | 40 min 23 s            |
| 2e                     | Bahrain-Merida         | Bahreïn                | + 15 s                 |
| 3e                     | Astana                 | Kazakhstan             | + 28 s                 |
| 4e                     | Mitchelton-Scott       | Australie              | + 36 s                 |
| 5e                     | Bora-hansgrohe         | Allemagne              | + 51 s                 |
| 6e                     | Team Sunweb            | Allemagne              | + 54 s                 |
| 7e                     | Deceuninck-Quick Step  | Belgique               | + 1 min 06 s           |
| 8e                     | EF Education First     | États-Unis             | + 1 min 06 s           |
| 9e                     | Ineos                  | Royaume-Uni            | + 1 min 09 s           |
| 10e                    | UAE Team Emirates      | Émirats arabes unis    | + 1 min 26 s           |

| Classement par équipes | Classement par équipes | Classement par équipes | Classement par équipes |
| Équipe                 | Équipe                 | Pays                   | Temps                  |
| ---------------------- | ---------------------- | ---------------------- | ---------------------- |
| 1re                    | Team Jumbo-Visma       | Pays-Bas               | 40 min 23 s            |
| 2e                     | Bahrain-Merida         | Bahreïn                | + 15 s                 |
| 3e                     | Astana                 | Kazakhstan             | + 28 s                 |
| 4e                     | Mitchelton-Scott       | Australie              | + 36 s                 |
| 5e                     | Bora-hansgrohe         | Allemagne              | + 51 s                 |
| 6e                     | Team Sunweb            | Allemagne              | + 54 s                 |
| 7e                     | Deceuninck-Quick Step  | Belgique               | + 1 min 06 s           |
| 8e                     | EF Education First     | États-Unis             | + 1 min 06 s           |
| 9e                     | Ineos                  | Royaume-Uni            | + 1 min 09 s           |
| 10e                    | UAE Team Emirates      | Émirats arabes unis    | + 1 min 26 s           |

## Abandons
- Hiroki Nishimura (Nippo-Vini Fantini-Faizanè) : hors délais